# 王力宏火力全開演唱會電影
《王力宏火力全開演唱會電影》是一部2016年上映的王力宏演唱會3D電影。

## 劇情
電影取材自王力宏2012年登上中國大陸北京市國家體育場演唱會現場實錄。

## 製作
2011年王力宏火力全開巡迴演唱會，共耗時4年時間籌備演唱會電影，及90台攝影機、64隻麥克風，以3D 4K高畫質的方式拍攝記錄。

## 評價
多倫多國際影展主席卡梅隆·貝利表示：「王力宏是世上最偉大的明星之一，多倫多的觀眾將可搶先體驗到他的演唱會電影，這部電影提供了前所未有的視角，可以深入了解他的工作，也加強北美和中華文化交流。」

## 外部連結
- 王力宏火力全開演唱會電影的Facebook專頁
- 时光网上《王力宏火力全開演唱會電影》的資料（简体中文）
- 豆瓣电影上《王力宏火力全開演唱會電影》的資料 （简体中文）
- 互联网电影数据库（IMDb）上《王力宏火力全開演唱會電影》的资料（英文）
- 台灣電影網上《王力宏火力全開演唱會電影》的資料（繁體中文）